# Schroeteria bremeri
Schroeteria bremeri är en svampart som beskrevs av Petr. 1953. Schroeteria bremeri ingår i släktet Schroeteria, divisionen sporsäcksvampar och riket svampar.   Inga underarter finns listade i Catalogue of Life.